# Force India VJM04
Chronologie des modèles (2011)
Force India VJM03 Force India VJM05
La Force India VJM04 est la monoplace de Formule 1 engagée par l’équipe Force India F1 Team dans le cadre du championnat du monde de Formule 1 2011. Présentée le 10 février 2011 sur le circuit permanent de Jerez, elle débute le 27 mars 2011 au Grand Prix d'Australie, pilotée par l'Allemand Adrian Sutil et l’Écossais Paul di Resta.
Bien que développée par le nouveau directeur technique de Force India, Andrew Green, la VJM04 demeure techniquement proche de la VJM03. L’équipe indienne a par ailleurs reconduit son partenariat avec le constructeur allemand Mercedes-Benz jusqu’en 2012 pour la réalisation de la motorisation, le moteur V8 atmosphérique FO 108Y.

## Résultats en championnat du monde de Formule 1
| Saison | Écurie              | Moteur              | Pneus   | Pilotes       | Courses | Courses | Courses | Courses | Courses | Courses | Courses | Courses | Courses | Courses | Courses | Courses | Courses | Courses | Courses | Courses | Courses | Courses | Courses | Points inscrits | Classement |
| Saison | Écurie              | Moteur              | Pneus   | Pilotes       | 1       | 2       | 3       | 4       | 5       | 6       | 7       | 8       | 9       | 10      | 11      | 12      | 13      | 14      | 15      | 16      | 17      | 18      | 19      | Points inscrits | Classement |
| ------ | ------------------- | ------------------- | ------- | ------------- | ------- | ------- | ------- | ------- | ------- | ------- | ------- | ------- | ------- | ------- | ------- | ------- | ------- | ------- | ------- | ------- | ------- | ------- | ------- | --------------- | ---------- |
| 2011   | Force India F1 Team | Mercedes V8 FO 108Y | Pirelli |               | AUS     | MAL     | CHI     | TUR     | ESP     | MON     | CAN     | EUR     | GBR     | ALL     | HON     | BEL     | ITA     | SIN     | JAP     | COR     | IND     | ABU     | BRÉ     | 69              | 6e         |
| 2011   | Force India F1 Team | Mercedes V8 FO 108Y | Pirelli | Adrian Sutil  | 9e      | 11e     | 15e     | 13e     | 13e     | 7e      | Abd     | 9e      | 11e     | 6e      | 14e     | 7e      | Abd     | 8e      | 11e     | 11e     | 9e      | 8e      | 6e      | 69              | 6e         |
| 2011   | Force India F1 Team | Mercedes V8 FO 108Y | Pirelli | Paul di Resta | 10e     | 10e     | 11e     | Abd     | 12e     | 12e     | 18e     | 14e     | 15e     | 13e     | 7e      | 11e     | 8e      | 6e      | 12e     | 10e     | 13e     | 9e      | 8e      | 69              | 6e         |

Légende : ici